# Кончевский, Игнат Владимирович
Игнат Владимирович Кончевский (Канчевский) (28 марта (9 апреля) 1896, Вильна — 21 апреля 1923; там же) — белорусский философ, поэт, публицист; автор программного эссе «Извечным путём».

## Биография
Родился 28 марта (9 апреля) 1896 году, в семье судебного чиновника, брат Арсения Кончевского. Окончил Виленское реальное училище (1913), учился в Петербургском технологическом институте, Московском университете (1913—1916). Служил в армии, после службы учился на Высших кооперативных курсах при университете имени А. Л. Шанявского (Москва, 1917). Разделял программу эсеров, поддерживал украинское национальное движение. Работал в различных кооперативных учреждениях в Вильно и в Смоленске. С 1919 года — в Минске, работал в Совнархозе, в Центральном союзе потребительских обществ Беларуси.
Печатал стихи, политические статьи, рецензии в виленской прессе. Активно писал стихи и статьи по кооперации. Автор эссе «Извечным путём» (Вильно, 1921) о драматизме белорусской исторической судьбы.
Был знаком с поэтом Владимиром Жилкой. Вместе с женой основал в Вильне белорусский кружок теософии.
Умер от туберкулёза 21 апреля 1923 года.

## Мировоззрение
Основа мировоззренческой и жизненной позиций И. Кончевского — преданность белорусскому делу, любовь к Отечеству, самоотверженная работа на благо народа. В философском эссе «Извечным путём» (1921) раскрыл драматизм исторической судьбы белорусов, их стремление сохранить независимость своего духа. Главной целью народа считал государственную независимость, рассматривал её как общечеловеческий идеал. Одним из главных препятствий считал бюрократическую систему государства и дух «канцелярии». Цивилизованный путь решения общественных проблем видел в свободном творчестве, ненасильственных формах социального объединения людей, в выборе «третьего, крестьянско-ремесленного пути свободных братств и коопераций — между диким капитализмом и тираническим социализмом».

## Поэтическое творчество
Стихи печатал под псевдонимами Ігнат Абдзіраловіч, Ганна Галубянка. Поэтическое творчество определяется философской проникновенностью в суть народной жизни, сочетанием красоты белорусского слова с национальным мировоззрением, любовью к человеку, верой в возрождение и будущий расцвет Родины (стихи «По святой земле…», «Сентябрьские панно», «Так красивы старые колокольни…», «На мотивы Р. Тагора», стихотворение в прозе «Мы вместе…»).